# Sarah Bradlee Fulton
Sarah Bradlee Fulton (* 24. Dezember 1740 in Dorchester, Massachusetts Bay Colony; † 9. November 1835 in Medford, Massachusetts) war eine aktive Teilnehmerin des amerikanischen Unabhängigkeitskrieges und wird als Mitinitiatorin der Boston Tea Party auch Mother of the Boston Tea Party genannt.

## Leben
Sarah Bradlee wurde am 24. Dezember 1740 in Dorchester, heute ein Ortsteil von Boston, als Tochter von Samuel Bradlee und Mary Bradlee, geborene Andrus, geboren. Sie war die vierte Tochter von zwölf Kindern des Paares und stammte aus einer der Familien, die zu den Boston Brahmins zählen. Ihr Bruder war Nathaniel Bradlee, einer der „Indianer“ der Boston Tea Party.
Sarah Bradlee heiratete am 25. Juli 1762 John Fulton und zog mit ihm zehn Jahre nach der Hochzeit, 1772 nach Medford. Beide waren patriotisch eingestellt und stellten sich im erwachenden Widerstand gegen die Kolonialmacht Großbritannien. Sarah besuchte oft ihren Bruder Nathaniel Bradlee in Boston. Nathaniel Bradlee war Zimmermann und seine Werkstatt wurde ebenso wie das Wohnhaus ein Treffpunkt weiterer patriotisch eingestellter Männer, die sich Sons of Liberty nannten. Im Dezember 1773, kurz nach dem durch die britische Regierung der Tea Act eingeführt worden war, trafen sich dort die Sons of Liberty. Von Sarah Fulton stammte die Idee, dass sich die Männer als Mohawk-Indianer verkleiden sollten. Sie und ihre Schwägerin halfen bei der Verkleidung der Männer, sie schminkten die Gesichter rot und kleideten sie in indianische Kostüme. Dann warfen die Männer unter der Führung von Samuel Adams, dem Cousin von John Adams, im Bostoner Hafen die Teeladung der drei eingelaufenen Schiffe ins Hafenbecken. Später halfen die Frauen den Männern, die Verkleidung abzulegen.
Als nicht weit von ihrem Wohnhaus im Jahr 1775 die Schlacht von Bunker Hill stattfand, half Sarah Fulton gemeinsam mit anderen Frauen des Ortes die Verletzten zu versorgen. Da es nicht genügend Ärzte gab, operierten auch die Frauen. Fulton entfernte Kugeln und versorgte Wunden.
Bei der Belagerung von Boston durch die britischen Truppen überquerten diese den Charles River, um in Medford Brennstoff und Holz zu beschaffen. Den Fultons war bekannt, dass eine Lieferung von Holz für die amerikanischen Truppen in Cambridge lagerte und Sarah Fulton schickte ihren Mann John dieses Holz zu kaufen, in der Hoffnung, die Briten würden die Eigentumsrechte respektieren. Die Briten konfiszierten jedoch die Ladung. Sarah folgte ihnen, ergriff angeblich die Hörner der Ochsen und führte das Gespann weg. Die Briten drohten, sie zu erschießen, sie forderte sie auf, „vorbei zuschießen“. Dies erstaunte die Briten derart, dass sie Sarah ziehen ließen.
Im März 1776 hatte Major John Brooks eine dringende Nachricht an General George Washington. Er bat John Fulton, diese Nachricht zu überbringen.  Da er jedoch dazu nicht in der Lage war, übernahm Sarah Fulton die Aufgabe. Sie durchquerte die feindlichen Linien, ruderte bei Charlestown über den Charles River und übergab Washington die Nachricht. Erfolgreich in ihrer Mission kehrte sie nach einem Tag zurück nach Hause. George Washington besuchte später die Fultons und dankte Sarah Fulton für ihren Einsatz.
Sarah Fulton war ein führendes Mitglied der Daughters of Liberty, einer Gruppe von 92 Frauen aus den Kolonien, die gegen das britische Steuersystem rebellierten, indem sie nach der Verabschiedung der Townshend Acts den Kauf britischer Waren boykottierten.
Sarah und John Fulton hatten sechs Kinder. Sarah Bradlee Fulton starb im Alter von 94 Jahren am 9. November 1835 in ihrem Haus in Medford. Ihr Grab befindet sich auf dem Salem Street Burying Ground in Medford.

## Nachwirkung
Ein Theaterstück von Grace Jewett Austin erschien im Jahr 1919.
Die Fulton Street in Medford wurde nach Sarah Fulton benannt.